# 9943 Бізан
9943 Бізан (9943 Bizan) — астероїд головного поясу, відкритий 29 жовтня 1989 року.
Тіссеранів параметр щодо Юпітера — 3,386.